# Référendum polonais de 2015
Le référendum polonais de 2015 a lieu le 6 septembre 2015 afin de permettre à la population polonaise de se prononcer sur deux questions institutionnelles et une question d'ordre fiscal.
Bien que deux d'entre elles aient recueillies de large majorités des suffrages exprimés, les questions sont invalidées par un taux de participation extrêmement bas. Moins de 8 % des inscrits se déplacent en effet aux urnes, soit bien en dessous du quorum de 50 % exigé pour valider les résultats.

## Contexte

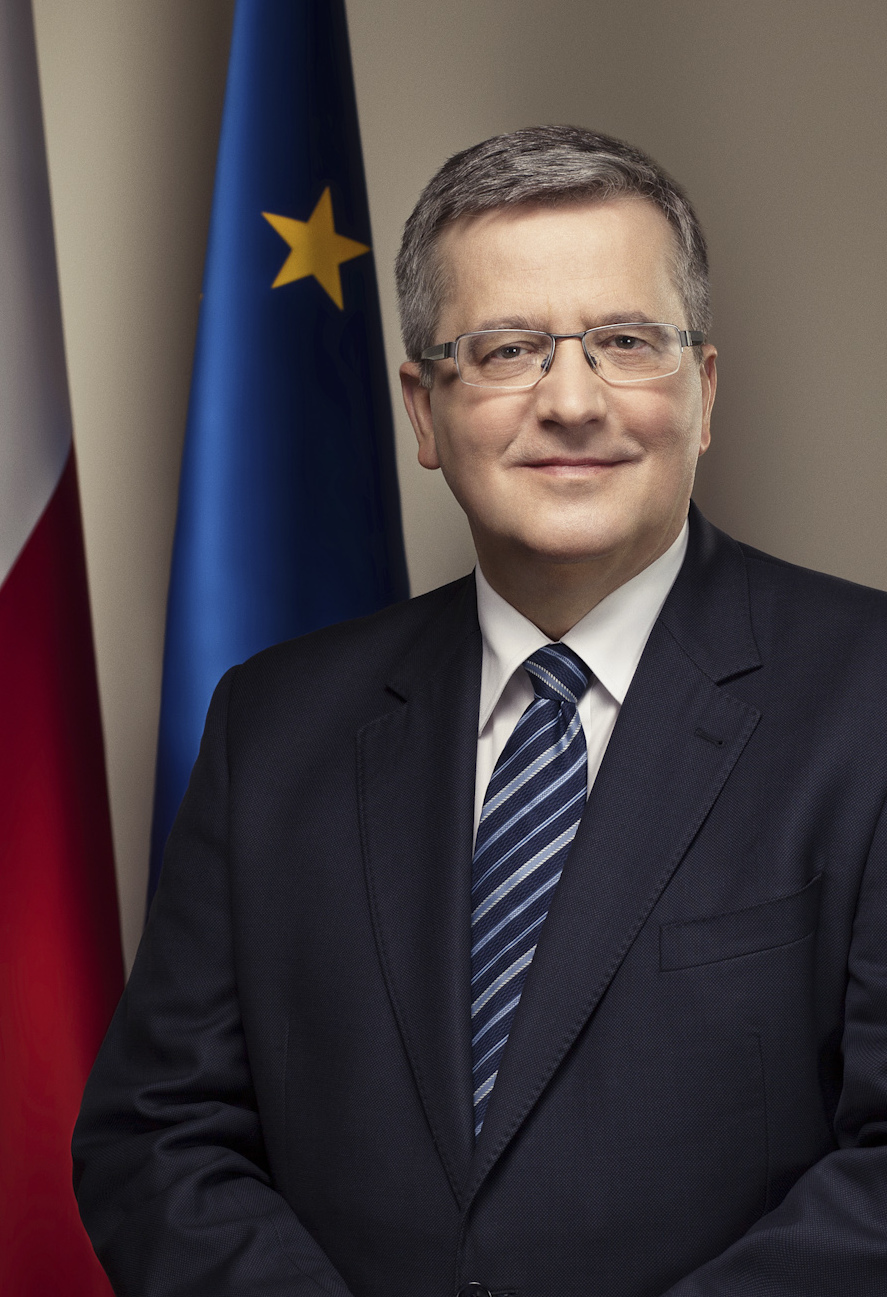
Le président sortant Bronisław Komorowski

La consultation est organisée en vertu d'un décret présidentiel signé par Bronisław Komorowski en mai 2015, pendant l'entre-deux-tours de l'élection présidentielle. 
Afin de récupérer les voix d'une partie de la population ayant effectuée au premier tour un vote de contestation de la classe politique au profit du chanteur Paweł Kukiz, Komorowski planifie un référendum reprenant certaines des propositions de ce dernier. 
Figurent ainsi le passage au scrutin uninominal (Jednomandatowe okręgi wyborcze) pour les élections législatives, le maintien du financement public des partis politiques et l'établissement d'une présomption de bonne foi d'un contribuable poursuivi par le fisc.
Après la campagne présidentielle, qui voit la victoire d'Andrzej Duda, le référendum est très critiqué pour les dépenses qu'il entraîne, de l'ordre de 100 millions de złoty, soit 25 millions d'euros. Il intervient sept semaines avant les élections législatives du 25 octobre. La classe politique ne s'y intéresse pas et beaucoup appellent à s'abstenir. 
Si la majorité absolue des suffrages exprimés est nécessaire pour valider une proposition, le référendum n'est cependant légalement contraignant que si la participation franchit le quorum de participation de 50 % du total des inscrits sur les listes électorales, comme imposé par l'article 125 de la constitution,.

## Résultats

### Circonscriptions uninominales
| Choix                     | Votes      | %     |      |
| ------------------------- | ---------- | ----- | ---- |
| Pour                      | 1 829 995  | 78,75 |      |
| Contre                    | 493 935    | 21,25 |      |
|                           |            |       |      |
| Votes valides             | 2 323 930  | 97,45 |      |
| Votes blancs et invalides | 60 850     | 2,55  |      |
| Total                     | 2 384 780  | 100   |      |
| Abstentions               | 28 181 046 | 92,20 |      |
| Inscrits / Participation  | 30 565 826 | 7,80  |      |
| Quorum de participation   | 50 %       | 50 %  | 50 % |

### Financement public des partis
| Choix                     | Votes      | %     |      |
| ------------------------- | ---------- | ----- | ---- |
| Pour                      | 404 515    | 17,37 |      |
| Contre                    | 1 923 994  | 82,63 |      |
|                           |            |       |      |
| Votes valides             | 2 328 509  | 97,64 |      |
| Votes blancs et invalides | 56 271     | 2,36  |      |
| Total                     | 2 384 780  | 100   |      |
| Abstentions               | 28 181 046 | 92,20 |      |
| Inscrits / Participation  | 30 565 826 | 7,80  |      |
| Quorum de participation   | 50 %       | 50 %  | 50 % |

### Présomption de bonne foi des contribuables
| Choix                     | Votes      | %     |      |
| ------------------------- | ---------- | ----- | ---- |
| Pour                      | 2 194 689  | 94,51 |      |
| Contre                    | 127 395    | 5,49  |      |
|                           |            |       |      |
| Votes valides             | 2 322 084  | 97,37 |      |
| Votes blancs et invalides | 62 696     | 2,63  |      |
| Total                     | 2 384 780  | 100   |      |
| Abstentions               | 28 181 046 | 92,20 |      |
| Inscrits / Participation  | 30 565 826 | 7,80  |      |
| Quorum de participation   | 50 %       | 50 %  | 50 % |

## Conséquences
Bien que deux propositions soient approuvées, elles connaissent un taux de participation de seulement de 7,80 %, entrainant l'invalidation des résultats.